# Свято-Никольский собор (Новогрудок)
Свя́то-Нико́льский собо́р (бел. Свята-Мікалаеўскі сабор) — православный храм в городе Новогрудке Гродненской области (Беларусь), кафедральный собор Новогрудской епархии Белорусского экзархата Русской православной церкви.
Главный престол храма освящён во имя Святителя Николая Чудотворца, придельный — во имя святой великомученицы царицы Александры). Первоначально был католическим храмом монастыря францисканцев, с 1846 года стал православным. Благодаря благотворительному участию цесаревичей Николая и Александра Александровичей в церкви появились ценная икона Св. Николая и дарохранительница. Памятник архитектуры позднего барокко, приобретший после перестройки (или после пожара 1852 года) элементы русско-византийского стиля. В соборе имеются икона XVIII века «Богоматерь Одигитрия» и иконостас второй половины XIX века.

## История

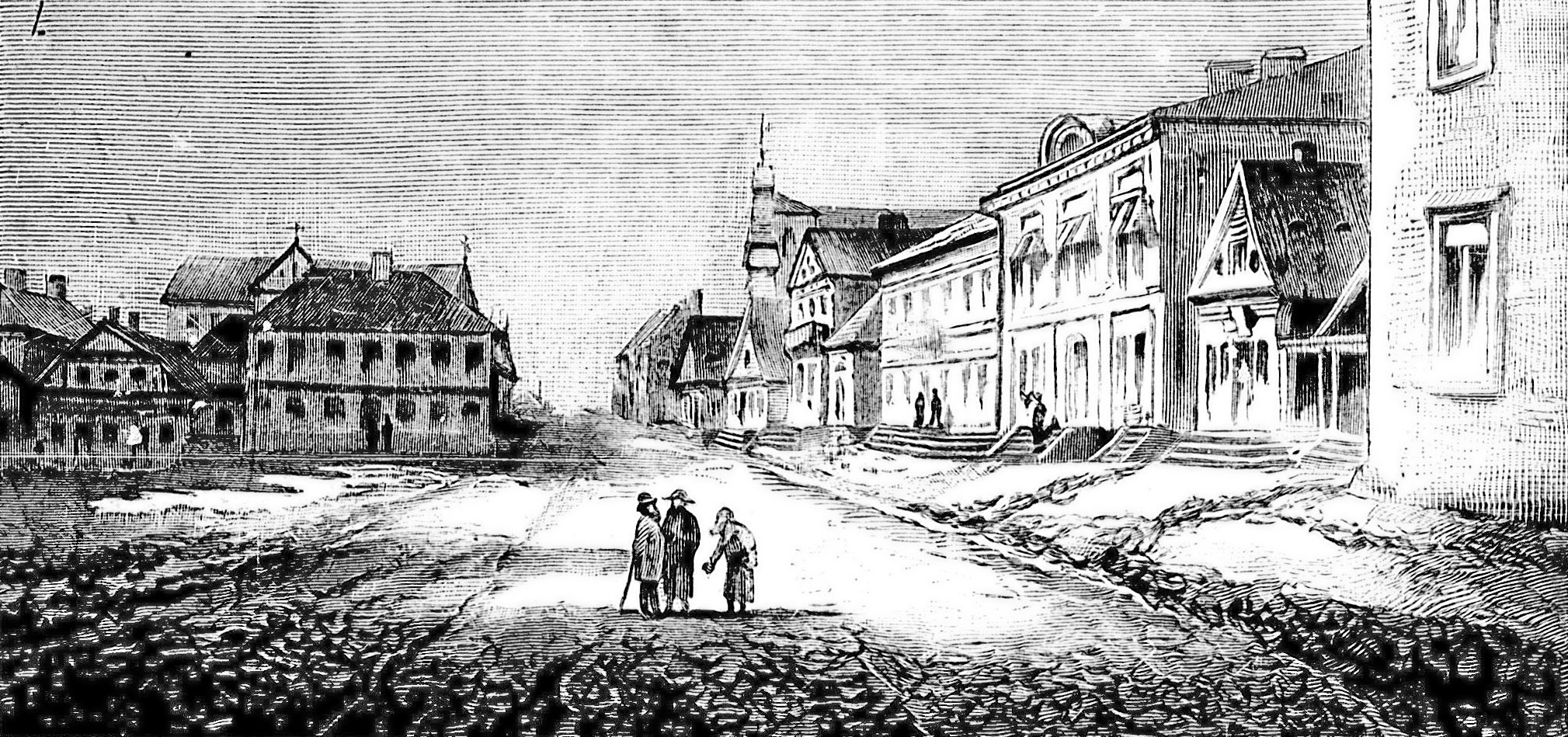
Первоначальный вид храма в 1883 году

Монастырь ордена францисканцев существовал в Новогрудке уже в 1323 году, что следует из письма великого князя Гедимина к Папе Римскому. Постройка деревянного костёла датируется 1434 годом. Храм, первоначально как костёл Св. Антония при монастыре францисканцев, был возведён из кирпича в 1780 году на ул. Бернардинской, на пожертвования Елены Радзивилл и подстольного новогрудского Томашa Войниловичa. Местом постройки был выбран центр города, а именно северный угол рыночной площади.

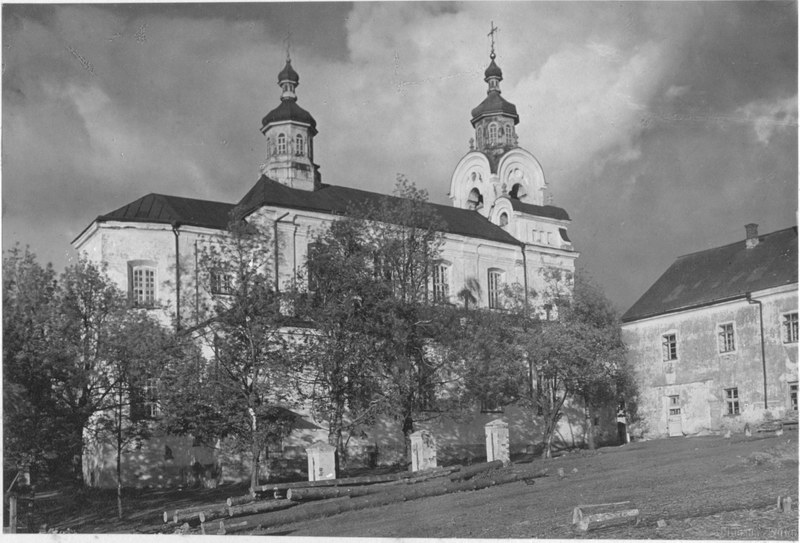
Свято-Никольский собор в 1920 году

Православным храм стал в 1846 году (монастырь не действовал уже с 1831 года) или, возможно, до этого года, будучи освящённым в честь Николая Чудотворца. При этом произошла перестройка костёла, именно которая и привнесла в него черты русско-византийского стиля. По другой версии, черты этого стиля были привнесены в собор после пожара 1852 года, когда состоялась капитальная перестройка храма на средства прихожан: именно тогда звонница, чьим завершением послужил глухой деревянный восьмерик с луковичной главкой, сменила на главном фасаде барочный фронтон, будучи устроенной в арках наружных стен храма. Кроме звонницы, изменения коснулись и треугольной формы щипцового аттика главного фасада, которая была заменена на трёхлопастную арочную форму. Таким образом, для перехода от звонницы ко второму ярусу были выбраны меньшие по размеру арочные формы. Над притвором, где находился вход на звонницу с тремя колоколами, были расположены хоры. В реконструкции собора приняли благотворительное участие старшие сыновья Александра II, цесаревичи Николай и Александр Александровичи.
По данным 1864 года, к соборному храму, принадлежавшему ко второму классу, относились приписные Новогрудская Борисоглебская церковь, Новогрудская деревянная Воскресенская церковь и Сенежицкая Покровская деревянная церковь. В пользовании храма находились 78 десятин усадебной, пахотной, сенокосной и выгонной земли. Штатное годичное жалованье причта составляло 702 рубля. Кроме того, в самом городе имелись т. н. «пляцы», приносившие 60 рублей аренды в год, и два каменных монастырских дома с доходом в 415 рублей аренды, а также получались проценты с капитала в 3579 рублей 97,5 копеек. Прихожан в то время насчитывалось 4050 человек: 2035 мужчин и 2015 женщин. Данные 1902 года говорят о приходе в свыше уже 5600 человек.
Кафедральным собор стал в 1992 году, когда была возрождена Новогрудская епархия. На данный момент является двупрестольным (главный престол во имя Святителя Николая Чудотворца и придельный во имя святой великомученицы царицы Александры). Криптовая часть храма знаменательна церковью во честь святых равноапостольных Мефодия и Кирилла, учителей Словенских. Храмовые праздники — св. Николая и св. Александры. Для храма характерен отступ от линии улицы. Настоятелем собора на данный момент является протоиерей Анатолий Герасимук.

## Архитектура

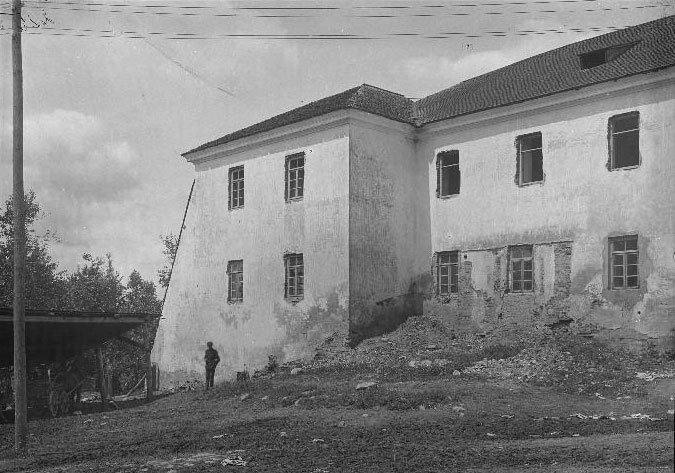
Монастырский корпус в 1939 году

Собор является памятником архитектуры позднего барокко, приобретший после перестройки элементы русско-византийского стиля. Прямоугольный в плане собор состоит из базилики (без трансепта) и пятигранной алтарной апсиды пресбитерия. Встроенных и пристроенных башен в храме не было. Алтарь был обращён на север. Главный фасад поделён на три яруса при помощи развитого антаблемента. Для выделения нижних двух ярусов использованы широкие профилированные карнизные пояски. Главный вход, расположенный в центре первого яруса, фланкирован спаренными пилястрами. По обе стороны от последних присутствуют неглубокие ниши. Для обрамления высокого полуциркульного окна, расположенного в центре второго яруса над главным входом, также использованы спаренные пилястры. Для расчленения стен центрального нефа также служат именно пилястры. Завершением невысокой башни-звонницы, представляющей собой третий ярус фасада, служит невысокий купол на восьмигранном барабане. Лучковые высокие оконные проёмы, прорезающие стены боковых фасадов, разместились в два ряда. Звонница имеет полуциркульные оконные проёмы и один арочный проём в центре. Согласно данным 1870-х годов, храм был покрыт гонтом.
Внутреннее пространство собора разделено на три нефа двумя рядами столбов; всего столбов было шесть. Перекрытием боковых служат крестовые своды, в то время как центрального нефа — цилиндрические с распалубками. На звонницу и чердак храма можно попасть по двум симметричным витым лестницам, расположенным в стене главного фасада собора по сторонам от входа. Двери в соборе, имеющем выбеленные стены и деревянные полы одни, при этом внутренняя площадь храма составляет 288 м².
На принадлежность собора в прошлом к католическому монастырю указывают отсутствие декоративного оформления трёх остальных фасадов и пристроенный с запада корпус монастыря. Несмотря на перестройки, исследовательница Слюнькова И. Н. отмечает близость данного собора и гродненского храма францисканского ордена. Это мнение основано на ряде общих элементов в структуре храмов: в обоих случаях это трёхнефные базилики с гранёными апсидами, нартекс не выделяется в плане, а для устройства хоров на втором ярусе использованы дополнительные опоры.

## Иконы и церковная утварь
Установленный в ходе перестройки, а именно в 1852 году, трёхъярусный иконостас на восемь икон был окрашен белым цветом с золотыми карнизами, а резные царские врата вверху были закруглены. Второй половиной XIX века датируется современный деревянный двухъярусный в 13 образов иконостас, выполненный в московской художественной мастерской. Использование белого фона в иконостасе позволило выделить на нём позолоченные элементы деревянной резьбы (карнизы, рамы, орнамент и капители).
Уже после перестройки собора в середине XIX века в нём находилась ценная икона Св. Николая в серебряной ризе с надписью: «В оную соборную церковь во имя Св. Николая Чудотворца Мирликийского, от Его Императорского высочества Цесаревича и Великого Князя Николая Александровича в 6 дня декабря 1863 г.» Тогда же на престоле была размещена суженная кверху серебряно-позолоченая дарохранительница с четырьмя гранями и четырьмя ярусами. На ней была надпись: «Вклад Благоверного Государя Наследника Цесаревича Великого Князя Александра Александровича в соборный храм города Новогрудка на вечное поминовение за упокой души… 12 августа 1865 года».
В соборе на данный момент имеется икона XVIII века «Богоматерь Одигитрия».

## Галерея

### Исторические снимки

Старые фото
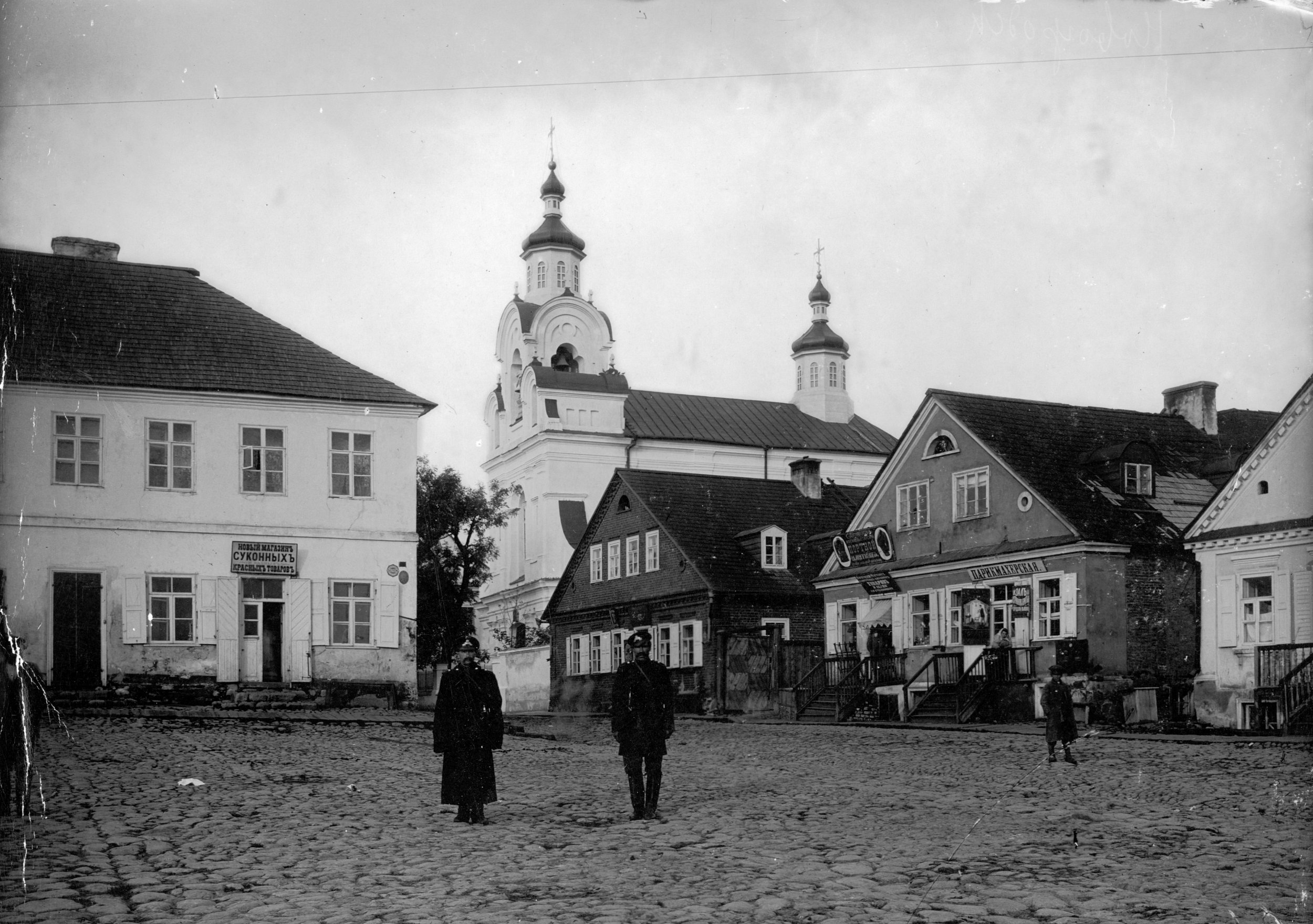
1900 год.
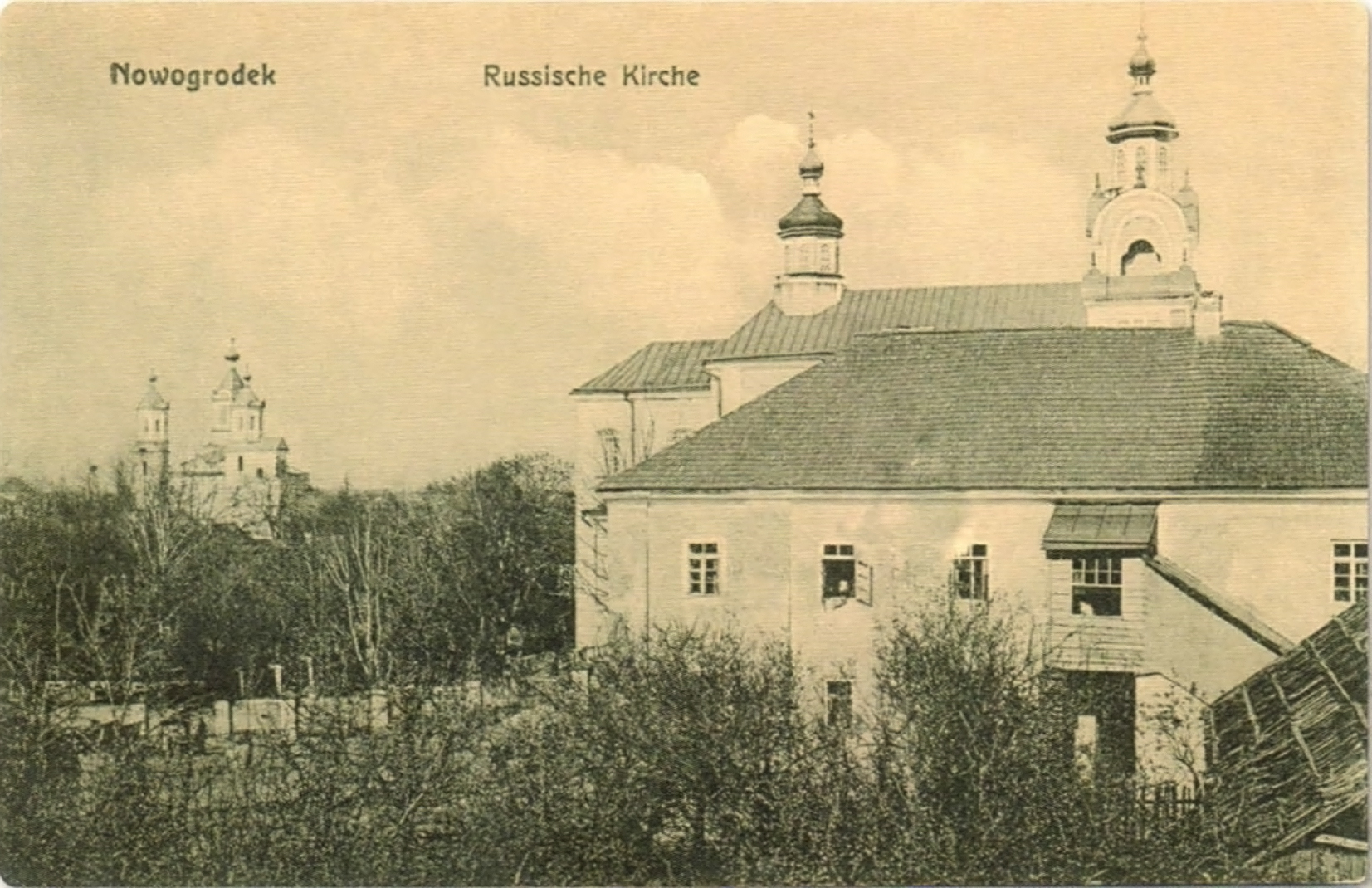
до 1918 года.

### Современные снимки

наши дни
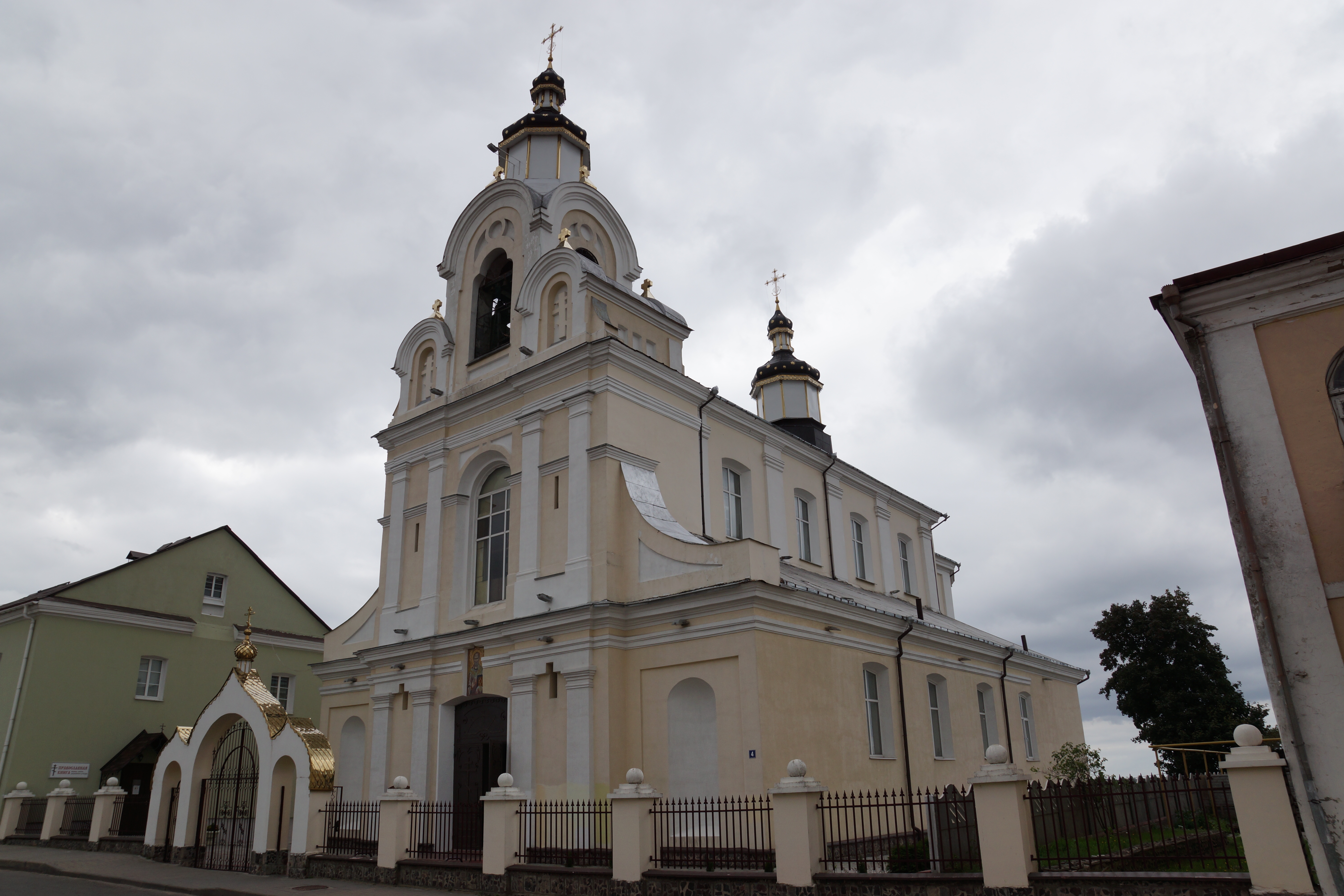
2012 год.
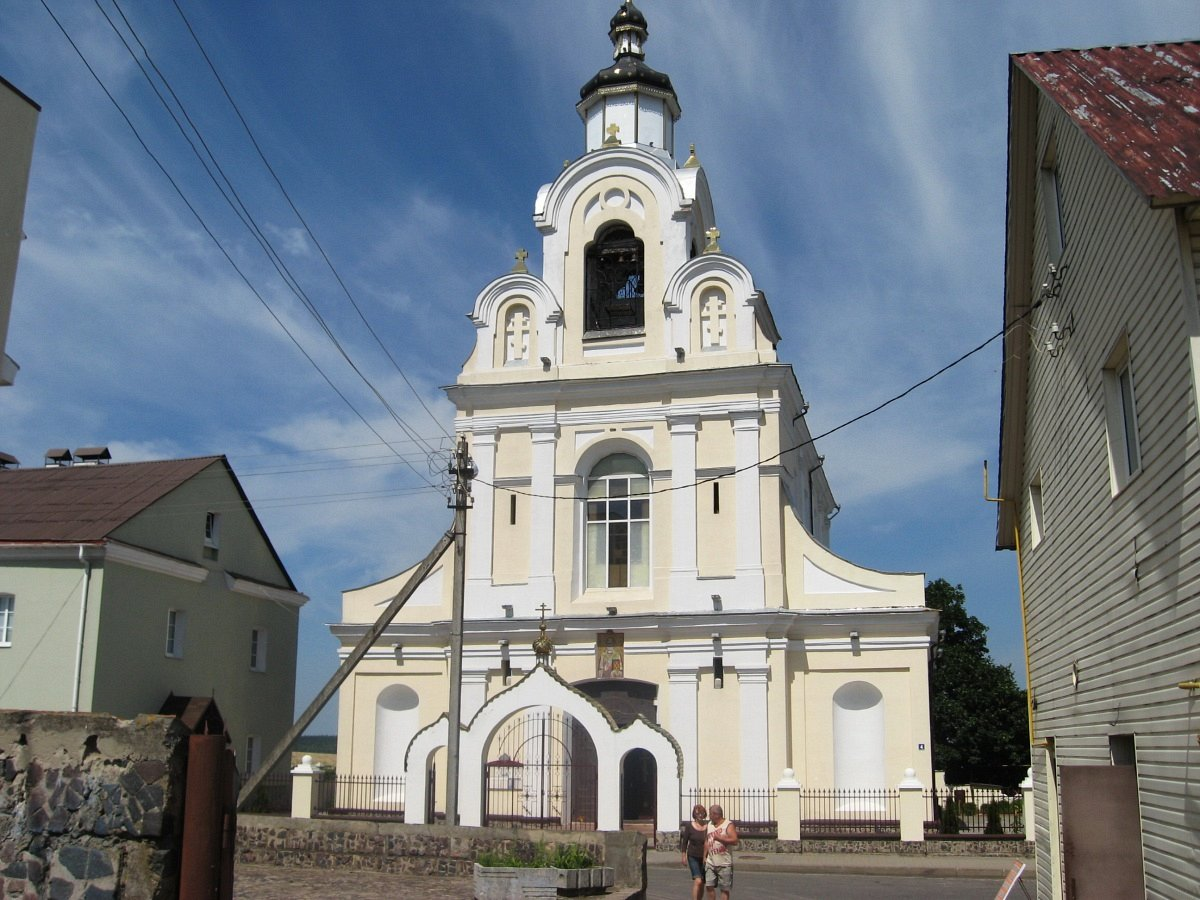
2015 год.
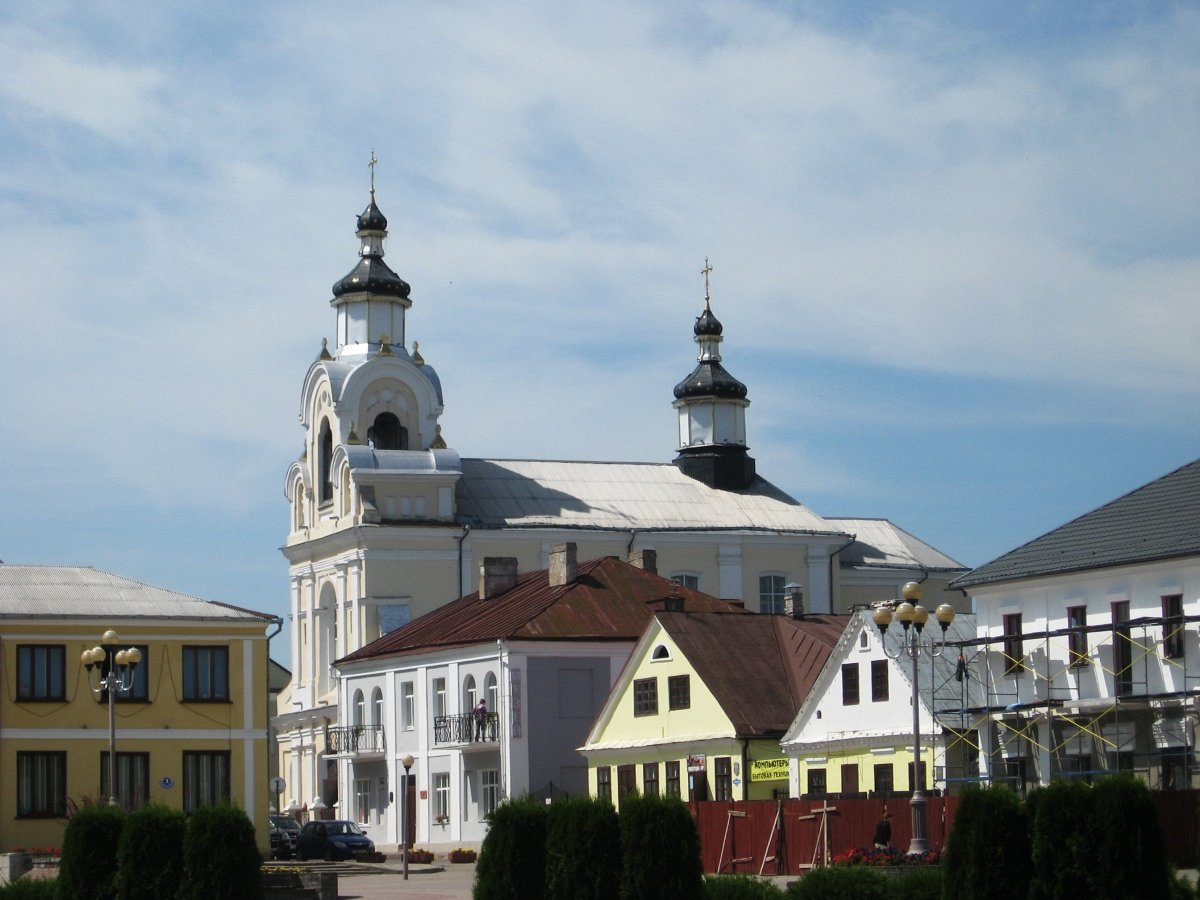
2015 год.
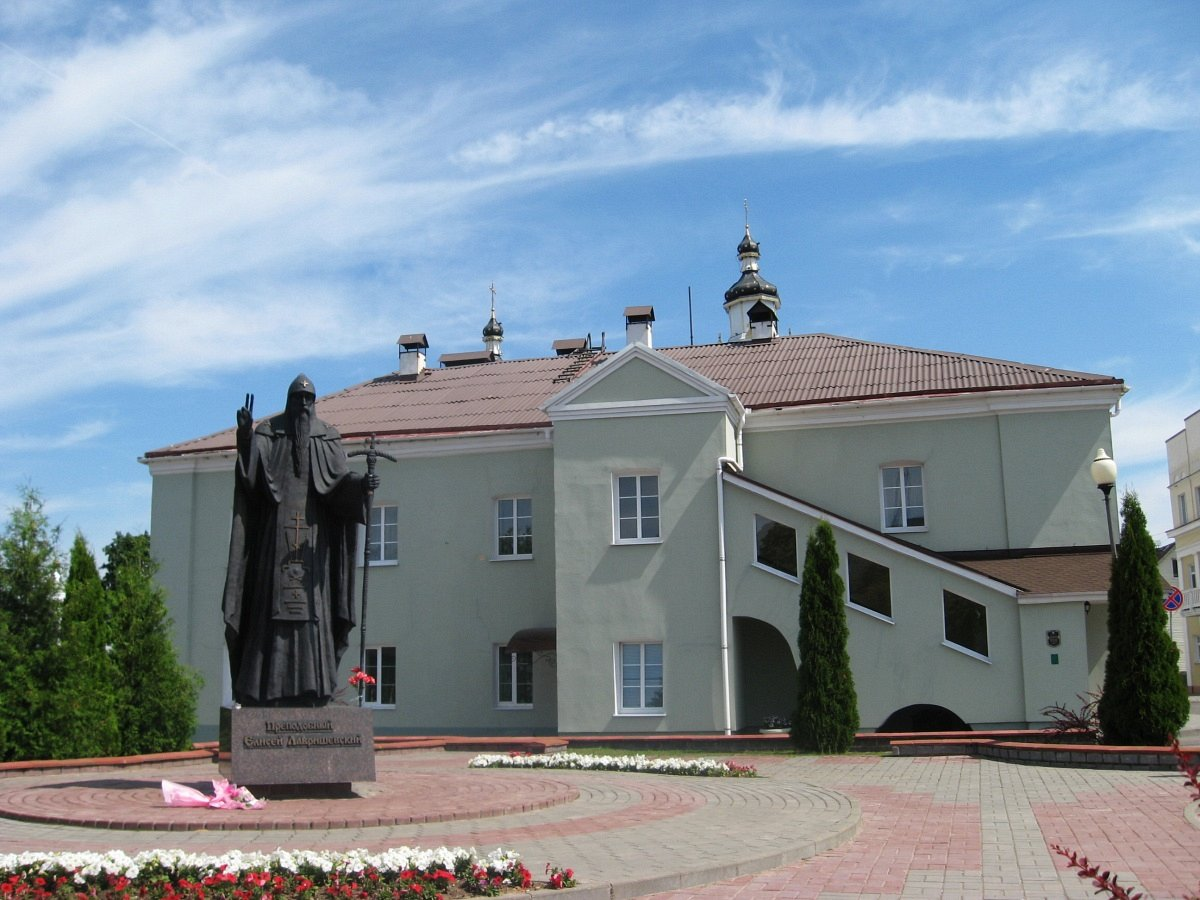
2015 год.

## Комментарии
1. ↑  Иногда 1780 год упоминается лишь как дата освящения, в то время как постройка велась до него. См.: Габрусь Т. В. Мураваныя харалы: сакральная архітэктура беларускага барока. — Минск: Ураджай, 2001. — С. 246. — 286 с. — ISBN 985-04-0499-X.
2. ↑  Иногда завершением башенки звонницы, сменившей аттиковый фронтон, описывается как полуциркульный верх четверика. См.: Слюнькова И. Н. Монастыри восточной и западной традиций. Наследие архитектуры Беларуси. — М.: Прогресс-Традиция, 2002. — С. 207. — 600 с. — ISBN 5-89826-093-5.
3. ↑  Иногда упоминается как трёхгранная апсида. См.: Кулагін А. М. Праваслаўныя храмы на Беларусі : энцыклапедычны даведнік. — Минск: БелЭн, 2001. — С. 207—143—144. — 328 с. — ISBN 985-11-0190-7.; Кулагін А. М. Праваслаўныя храмы Беларусі : энцыклапедычны даведнік. — Минск: БелЭн, 2007. — С. 291—292. — ISBN 978-985-11-0389-4.; Чарняўская Т. І. Кляштар францысканцаў // Збор помнікаў гісторыі і культуры Беларусі. Гродзенская вобласць. — Минск: БелСЭ, 1986. — С. 263—264. — 371 с. — 7500 экз.
4. ↑  Иногда упоминаются и симметричные сакристии по сторонам апсиды. См.: Габрусь Т. В. Мураваныя харалы: сакральная архітэктура беларускага барока. — Минск: Ураджай, 2001. — С. 246. — 286 с. — ISBN 985-04-0499-X.
5. ↑  Первоначально фасад представлял собой узкий безбашенный фасад-нартекс. Он единственный являлся носителем элементов стилистики позднего барокко — как в двухъярусной динамичной группировке ордера, так и в фигурном аттиковом фронтоне. См.: Габрусь Т. В. Мураваныя харалы: сакральная архітэктура беларускага барока. — Минск: Ураджай, 2001. — С. 246. — 286 с. — ISBN 985-04-0499-X.
6. ↑  Иногда указывается, что оконные проёмы главного фасада застеклены витражами. См.: Чарняўская Т. І., Ярашэвіч А. А. Навагрудскі касцёл і кляштар францысканцаў // Архітэктура Беларусі. — Минск: БелЭн, 1993. — С. 359. — 620 с. — ISBN 5-85700-078-5.; Чарняўская Т. І., Ярашэвіч А. А. Навагрудскі касцёл і кляштар францысканцаў // Беларуская энцыклапедыя. — Минск: БелЭн, 2000. — Т. 11: Мугір — Паліклініка. — С. 94. — 560 с. — ISBN 985-11-0188-5.
7. ↑  Именно такой тип сводов травей боковых нефов вкупе с единичными подпружными арками и подчёркивает «строгий „романский“ образ базилики». См.: Габрусь Т. В. Мураваныя харалы: сакральная архітэктура беларускага барока. — Минск: Ураджай, 2001. — С. 246. — 286 с. — ISBN 985-04-0499-X.

### На русском языке
- Николай (Трусковский). Историко-статистическое описание Минской епархии. — СПб., 1864. — С. 202.
- Туристская энциклопедия Беларуси / редкол.: Г. П. Пашков [и др.]; под общ. ред. И. И. Пирожника. — Минск: БелЭн, 2007. — С. 399. — 648 с. — ISBN 978-985-11-0384-9.
- Слюнькова И. Н. Монастыри восточной и западной традиций. Наследие архитектуры Беларуси. — М.: Прогресс-Традиция, 2002. — 600 с. — ISBN 5-89826-093-5.
- Слюнькова И. Н. Храмы и монастыри Беларуси XIX века в составе Российской империи. Пересоздание наследия. — М.: Прогресс-Традиция, 2009. — С. 173—175.
- Чантурия В. А. Памятники архитектуры и градостроительства Белоруссии. — Минск: Полымя, 1986. — С. 161. — 240 с.

### На белорусском языке
- Габрусь Т. В. Мураваныя харалы: сакральная архітэктура беларускага барока. — Минск: Ураджай, 2001. — С. 246. — 286 с. — ISBN 985-04-0499-X.
- Дабрынін М. А. Навагрудскі кляштар францысканцаў // Рэлігія і царква на Беларусі: Энцыкл. давед. / рэдкал.: Г. П. Пашкоў і інш. — Минск: БелЭн, 2001. — С. 222. — 368 с. — ISBN 985-11-0220-2.
- Дабрынін М. Навагрудскі кляштар францысканцаў // Энцыклапедыя гісторыі Беларусі / рэдкал.: Г. П. Пашкоў (галоўны рэд.) і інш. — Минск: БелЭн, 1999. — Т. 5. М—Пуд. — С. 25. — 592 с. — ISBN 985-11-0141-9.
- Кулагін А. М. Праваслаўныя храмы Беларусі : энцыклапедычны даведнік. — Минск: БелЭн, 2007. — С. 291—292. — ISBN 978-985-11-0389-4.
- Кулагін А. М. Праваслаўныя храмы на Беларусі : энцыклапедычны даведнік. — Минск: БелЭн, 2001. — С. 143—144. — 328 с. — ISBN 985-11-0190-7.
- Чарняўская Т. І. Кляштар францысканцаў // Збор помнікаў гісторыі і культуры Беларусі. Гродзенская вобласць. — Минск: БелСЭ, 1986. — С. 263—264. — 371 с. — 7500 экз.
- Чарняўская Т. І., Ярашэвіч А. А. Навагрудскі касцёл і кляштар францысканцаў // Архітэктура Беларусі. — Минск: БелЭн, 1993. — С. 359. — 620 с. — ISBN 5-85700-078-5.
- Чарняўская Т. І., Ярашэвіч А. А. Навагру́дскі касцёл і кля́штар францыска́нцаў // Беларуская энцыклапедыя: У 18 т. Т. 11: Мугір — Паліклініка (бел.) / Рэдкал.: Г. П. Пашкоў і інш. — Мінск: БелЭн, 2000. — С. 94. — 10 000 экз. — ISBN 985-11-0188-5.